# Lê Hằng
Lê Hằng (tên thật Lê Lệ Hảo (黎麗好), 1935–2021), là một nữ ca sĩ, diễn viên kịch và diễn viên Việt Nam. Bà là một trong những ca sĩ tiêu biểu của sân khấu Đại Đồng (Hà Nội) với các dòng nhạc dân ca, nhạc đỏ.

## Tiểu sử
Bà sinh ngày 22 tháng 10 năm 1935 tại tổng Thanh Trì, phủ Thường Tín, tỉnh Hà Đông, Bắc Kỳ, bấy giờ thuộc Liên bang Đông Dương.Thuở nhỏ, do hoàn cảnh túng bấn nên cô bé Lệ Hảo bỏ học sớm đi đan len thuê để phụ gia đình.
Đầu thập niên 1950, Lê Lệ Hảo xin vào hãng điện kịch của nhạc sĩ Mạnh Cường, phụ trách lồng tiếng cho các phim kịch rối. Năm 1953, Đài phát thanh Hà Nội (do các nhạc sĩ Vũ Khánh và Thẩm Oánh thành lập năm 1952 trên cơ sở chi nhánh Đài phát thanh Pháp Á) mở cuộc thi tuyển ca sĩ cho đài tại trụ sở 58 Quán Sứ. Nhạc sĩ Tu Mi phát hiện giọng ca Lê Lệ Hảo bèn khuyên cô ghi danh dự thi, không ngờ chiếm thủ khoa với bài Đêm xuân dạ khúc của nhạc sĩ Phạm Duy, từ đấy được vào biên chế Đoàn văn tác vụ Quốc gia Việt Nam. Lê Lệ Hảo chuyển hẳn sang làm ca sĩ với nghệ danh Thanh Hằng. Thời gian này, Thanh Hằng, Minh Đỗ và Tâm Vấn là những giọng ca nữ thượng hạng tại các phòng trà và vũ trường Hà Nội.
Từ đấy, Thanh Hằng là giọng ca quen thuộc ở các sân khấu lớn Majestic, Eden, Olympia, Ciro's. Nhưng cũng nhờ làn sóng điện, giọng ca Thanh Hằng bắt đầu được giới văn nghệ chú ý. Theo một số hồi tưởng của bạn hữu cùng thời, bà quen và có mối tình thầm lặng với nhạc sĩ Đoàn Chuẩn, tuy nhiên hai người chỉ giữ chừng mực vì bấy giờ ông đã có gia đình riêng. Điểm trọng yếu, Đoàn Chuẩn coi Thanh Hằng là nàng thơ mới của mình để sáng tác hàng loạt ca khúc trứ danh từ khi mới quen nhau tới lúc ông tạ thế. Thậm chí sau ngày nhạc sĩ Đoàn Chuẩn ra đi khá lâu, hậu thế còn khám phá thêm nhiều ca khúc chưa được ông công bố mà coi Thanh Hằng là điểm tựa âm nhạc.
Sau Hiệp định Genève, Thanh Hằng không di cư. Những năm đầu, bà vẫn là một trong những giọng ca vàng ở các sân khấu Long Biên, Đại Đồng, Tháng Tám, Công Nhân... Sinh hoạt văn nghệ thời này còn tương đối thoáng, nghệ sĩ được tự do biểu diễn tuy rằng phải mượn danh nghĩa một đoàn thể nào được cấp phép. Thanh Hằng thường được coi là gương mặt tiêu biểu nhất tại rạp Đại Đồng (số 46 Hàng Cót) bấy giờ do nhạc sĩ Đoàn Chuẩn thuê mặt bằng, thường diễn với ban Lúa Vàng mỗi thứ Bảy và Chủ Nhật hàng tuần.
Khi sự kiện Nhân Văn Giai Phẩm xảy ra, văn nghệ miền Bắc bị cưỡng bách quốc hữu hóa. Thanh Hằng bèn đổi nghệ danh là Lê Hằng, gia nhập Đoàn văn công Sư đoàn 312 do tướng Trần Độ trực tiếp quản lý biểu diễn, sau đó lại chuyển sang Đoàn văn công Quân khu Việt Bắc. Giai đoạn này bà chủ yếu hát dân ca để tránh dị nghị.
Năm 1961, Lê Hằng cùng Trịnh Quý đột nhiên nổi tiếng với ca cảnh Trước ngày hội bắn, trên nền một ca khúc mang âm hưởng dân tộc H'Mông. Tiết mục đoạt 3 huy chương tại Hội diễn văn nghệ toàn miền Bắc năm 1962, riêng Lê Hằng được giải vàng. Năm 1965 bà lại đoạt huy chương bạc với bài Trăng sáng đôi miền.
Năm 1968, bà được chọn đi lưu diễn tại Liên Xô, Indonesia, Nhật Bản. Năm 1971 lại sang Chile. Theo hồi ức của bà với tác giả Nguyễn Trương Quý khi soạn sách Một thời Hà Nội hát, trong một dịp công du Việt Nam thập niên 1960, tổng thống Sukarno đã có ý định hỏi cưới bà khi được nghe giọng ca, tuy nhiên lúc đó bà không hồi đáp vì đã có gia đình riêng.
Các giai đoạn sau, tên tuổi Lê Hằng thường gắn với những ca khúc dân ca, nhạc đỏ và bước đầu tham gia một số vở nhạc kịch. Bà vào cả chiến trường B3 biểu diễn cho cán bộ chiến sĩ hỏa tuyến.
Từ cuối thập niên 1980, do chính sách Đổi Mới, nghệ sĩ Lê Hằng bắt đầu ca diễn trở lại những ca khúc tiền chiến, đặc biệt là các bài nhạc sĩ Đoàn Chuẩn đề tặng bà. Sau khi hồi hưu, bà lại tham gia đóng một số phim truyền hình.
Nghệ sĩ Lê Hằng tạ thế đêm 18 tháng 03 năm 2021 tại Bệnh viện Trung ương Quân đội 108 (Hà Nội) do tuổi cao sức yếu.

## Sự nghiệp
| “                 | Tôi biết ông ấy sáng tác ca khúc đó cho tôi vì tôi hay rất hay mặc áo xanh. Tôi từng đến nhà ông ấy, ra ngoài ban công đứng và hỏi ông: "Sao mùa xuân mà lá vẫn rơi thế nhỉ ?". Bài hát ông viết về tôi, tôi rất cảm ơn. Tuy nhiên, bảo hát thì tôi không hát. Người ta viết về mình, mà mình lại ca ngợi nó thì không được. Thế nên tôi để cho người khác hát. | ” |
| — Nghệ sĩ Lê Hằng | |   |

- Bảy sắc cầu vồng
- Bên hàng dương tôi hát
- Bế Văn Đàn sống mãi
- Chiều đợi chờ
- Chim poong kle
- Cô gái hái chè
- Cô Sao (Cô Sao, Em nghĩ sao không ra, Tha thiết tự do)
- Câu hò bên bờ Hiền Lương
- Dừng chân bên suối
- Đêm xuân dạ khúc
- Đóng nhanh lúa tốt
- Gửi anh lính bờ Nam
- Gửi gió cho mây ngàn bay
- Hà Nội của ta
- Hương lúa đồng quê
- Khúc ly ca
- Khúc nhạc chiều mơ
- Lời anh vọng mãi ngàn năm
- Lời Bác Hồ rung chuyển bốn phương
- Nổi lửa lên em
- Nổi trống lên rừng núi ơi
- Quán giang hồ (nhạc kịch Thẩm Oánh)
- Quảng Bình quê ta ơi
- Quê hương (Hoàng Giác)
- Ru con
- Sóng Cửa Tùng (hợp xướng)
- Suối Mường Hum còn chảy mãi
- Suối ngàn đổ về sông rộng (ca cảnh, vai thiếu nữ H'Mông Sùng Hoa)
- Tan tác
- Tây Nguyên bất khuất
- Thanh niên vui mở đường
- Thắm hoa núi rừng
- Thu quyến rũ
- Thu tàn
- Tình mơ
- Tình xuân
- Trăng sáng đôi miền
- Trước ngày hội bắn
- Từ hơi ấm lòng bàn tay
- Xuân về hoa nở

## Danh hiệu
- Nghệ sĩ Ưu tú (1984)

## Liên kết
1. ↑  Ý nghĩa là ánh trăng tròn
2. ↑  Bài ca bị xé: Một gói nho khô một cánh pensée
3. ↑  Một nàng thơ đã từ trần
4. ↑  Khi Hà Nội giữ một tà áo xanh

### Tư liệu
- Cuộc đời giai nhân nức tiếng Lê Hằng
- Con đường nghệ thuật của nghệ sĩ Lê Hằng - một khúc quanh ngoạn mục Lưu trữ ngày 21 tháng 4 năm 2017 tại Wayback Machine
- Nàng thơ huyền thoại đã qua đời